# Incipit

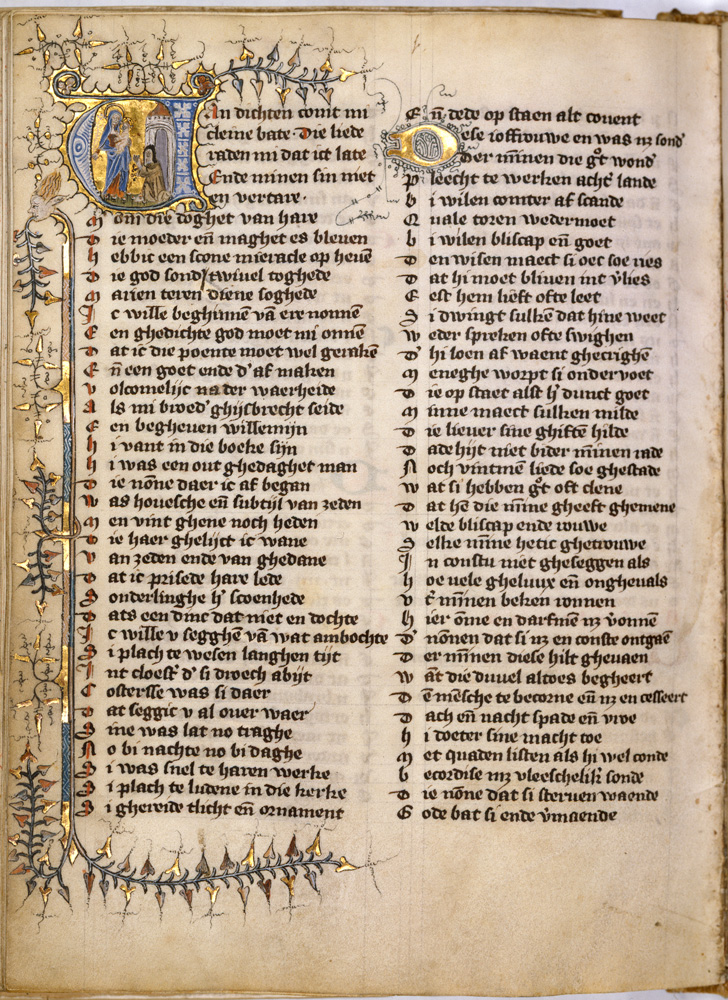
De beginregels van de Beatrijs: 'Van dichten comt mi cleine bate / Die liede raden mi dat ict late', ca. 1374 (ex. KB).

Het incipit van een tekst bestaat uit de eerste woorden van de beginregel. Incipit is Latijn voor het begint. In sommige gevallen wordt de hele eerste regel of de openingszin aangehouden of een hele alinea en bij volksliedjes en traditionele kinderliedjes vaak de eerste twee regels. Bij muziek verwijst het begrip naar de eerste noten of de beginmaten.
Het (korte) incipit wordt in plaats van een titel gebruikt om een tekst mee te identificeren. De reden hiervoor kan bijvoorbeeld zijn dat de tekst geen titel heeft meegekregen, of dat de titel niet oorspronkelijk is of niet onderscheidend is. Boektitels en titels boven gedichten en liedjes kwamen pas in gebruik na de uitvinding van de boekdrukkunst. Oudere geschriften, zoals middeleeuwse handschriften, en teksten uit de orale traditie, zoals volksliedjes, worden onderscheiden door middel van de eerste woorden of de eerste regel van de tekst. Onder meer kleitabletten, handschriften, brieven, gedichten, liedjes, gebeden en encyclieken worden gewoonlijk aangeduid met hun incipit.
Incipits worden gebruikt om teksten te kunnen identificeren, te rubriceren en te archiveren. Bijvoorbeeld in dichtbundels en liedboekjes is vaak achterin een register met beginregels opgenomen.
De slotwoorden van een tekst worden wel "explicit" genoemd (Latijn: explicitum est, "het is afgewikkeld"). Het afwikkelen is een verwijzing naar een papyrusrol. Het einde wordt ook wel "desinit" genoemd, "het is geëindigd".

## Het gebruik van incipits bij verschillende tekstgenres

### Kleitabletten

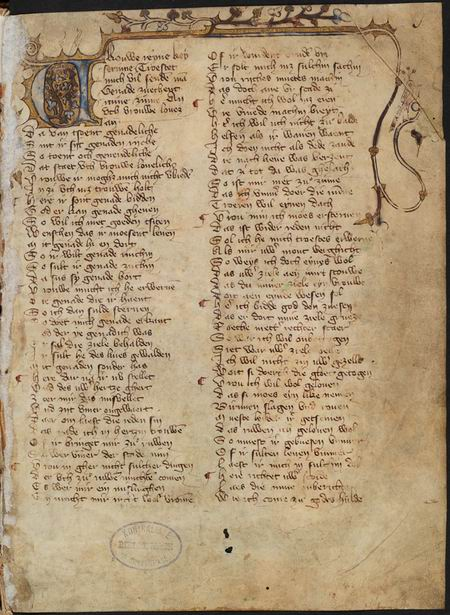
Incipit van het Haagse liederenhandschrift met een verlucht initiaal (ca. 1400, KB).

In de antieke beschaving Sumerië werden archieven op kleitabletten bijgehouden, die bestonden uit lijsten van incipits van een verzameling bij elkaar horende kleitabletten. Door de beperkte breedte van een kleitablet, ging het om korte regels (geen hele zinnen).
Voorbeelden van zulke incipits zijn: 'Gewaardeerde en edele strijder' en 'In onze stad' (Archief van Lerner).
Ook het Babylonische scheppingsverhaal de 'Enoema Elisj' wordt aangeduid met het incipit (wat zoveel betekent als 'Toen hoog').

### Joodse religieuze teksten
In de joodse traditie worden Bijbel-en Talmoedteksten gewoonlijk genoemd naar de eerste beduidende woorden van het incipit. Bijvoorbeeld: Genesis heet in het Hebreeuws "Bereisjiet" ("In den beginne...", Genesis 1:1), Exodus heet "Sjemot" ("[Dit zijn] de namen..." waarmee Exodus 1:1 begint), Numeri heet "Bamidbar" ("In de wildernis/woestijn", Num. 1:1).  Wekelijkse Bijbelvoorlezingen ("Parasjat ha-Sjavoea") worden eveneens genoemd naar de eerste beduidende woorden van het incipit: "Lech Lecha" ("Gaat voort!"), "Acharei mot" ("Na de dood"), "Ve-zot ha-bracha" ("En dit is de zegen"),....

### Encyclieken
Vrijwel alle encyclieken (pauselijke geschriften over de geloofsleer) zijn geschreven in het Latijn. Omdat zij altijd worden aangeduid met de eerste woorden, worden deze zorgvuldig gekozen, zodat er een betekenisvolle naam ontstaat.
Voorbeelden van deze incipits zijn: Rerum Novarum ("nieuwe dingen"; 1891); Quadragesimo anno ("veertig jaar later"; 1931); Pacem in Terris ("vrede op aarde"; 1963); en Lumen Fidei ("licht van het geloof"; 2013)

### Middeleeuwse handschriften
Middeleeuwse handschriften kennen geen titels, wel werd het incipit soms in een andere letter of kleur geschreven en rijk verlucht. Naar literaire werken wordt vaak verwezen met de hoofdpersonages waar het verhaal om draait (bijvoorbeeld de Beatrijs of Karel ende Elegast) en in het geval van artesliteratuur naar het onderwerp van de verhandeling (Der naturen bloeme of De spieghel historiael). Maar om teksten te identificeren en versies van elkaar te onderscheiden, werd ook van het incipit gebruikgemaakt. Ook in alfabetische registers en catalogi van bijvoorbeeld kloosterbibliotheken, werden de incipits van de werken als uitgangspunt genomen.
Voorbeelden van incipits van middeleeuwse handschriften zijn: 'Van dichten comt mi cleine bate' (de Beatrijs); en 'Willem die Madocke maakte' (Van den vos Reynaerde). Een bekende middeleeuwse glosse is: 'Hebban olla vogala'.

### Gedichten

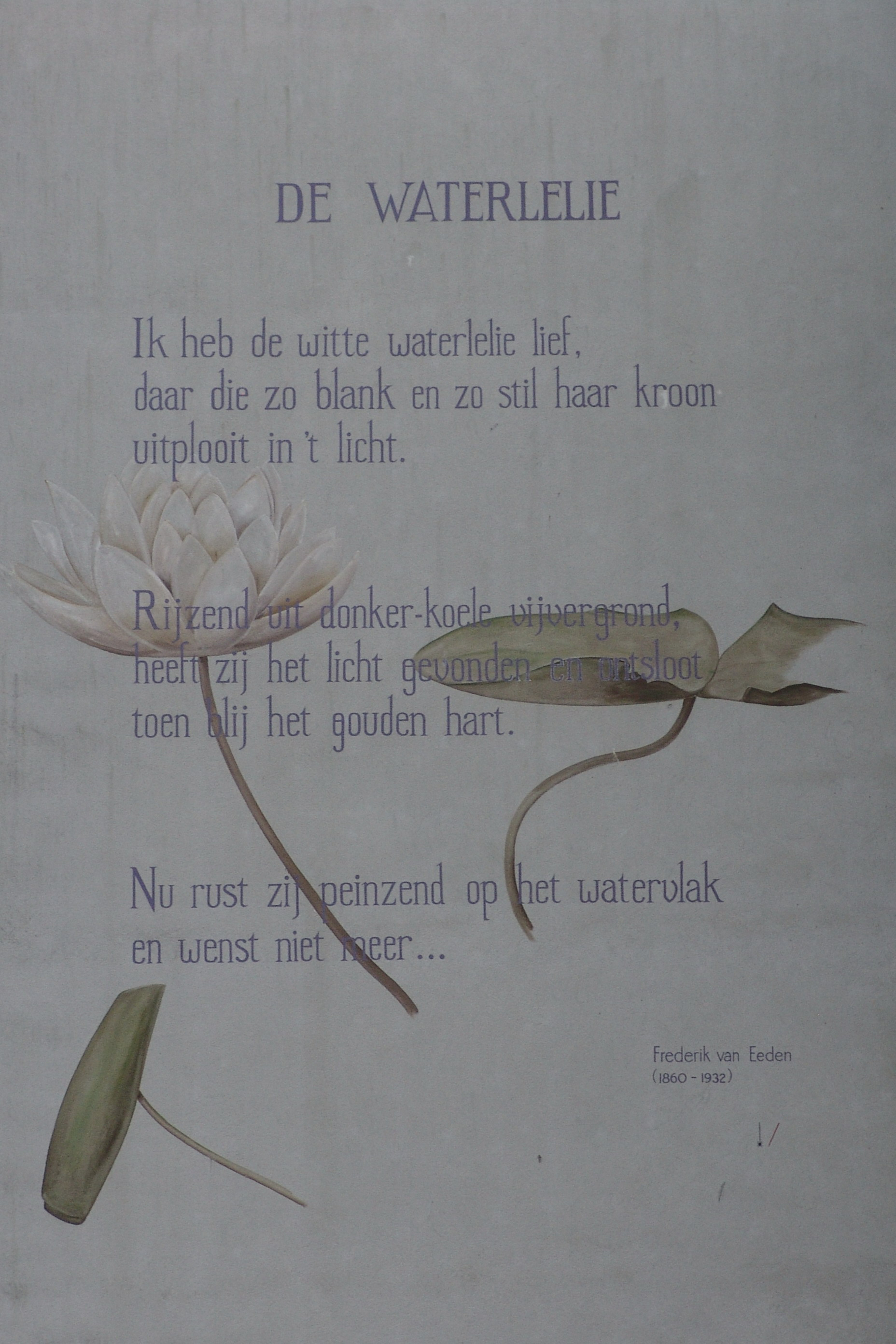
Het gedicht 'Ik heb de witte waterlelie lief' (F. van Eeden) als muurdicht in Leiden.

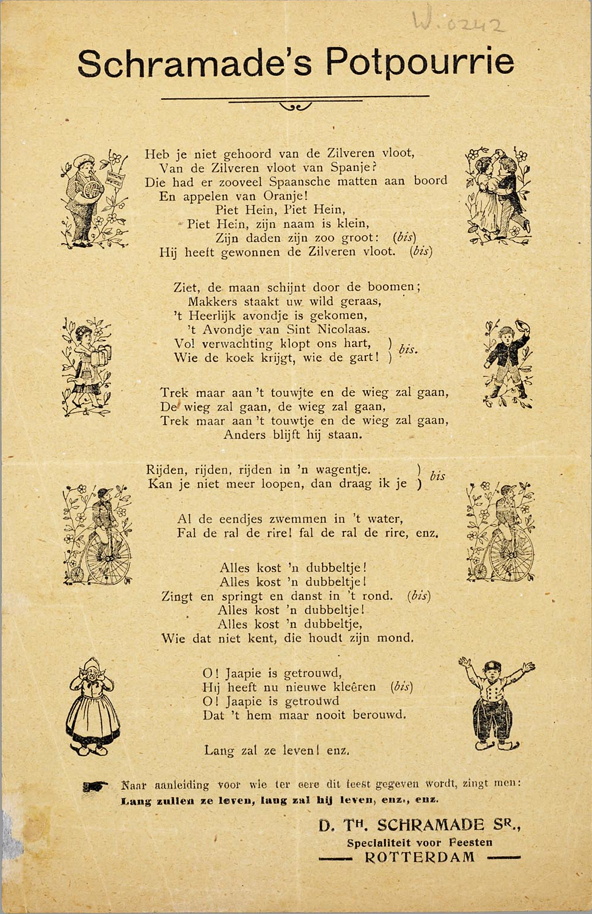
Liedblaadje met enkele volksliedjes (19de eeuw).

Gedichten kunnen een titel hebben, maar worden toch vaak in een alfabetische index aangeduid met het incipit. Een titel is in veel gevallen weinig onderscheidend en het incipit is onderdeel van de eigenlijke tekst, waardoor het gedicht al mede kan worden opgeroepen. Bijvoorbeeld een titel als 'Tijd' is weinig onderscheidend, terwijl meteen duidelijk is om welk gedicht het gaat met het incipit: 'Ik droomde, dat ik langzaam leefde' (M. Vasalis). En bijvoorbeeld de titel 'Mei' is zeer veel voorkomend, terwijl het incipit 'Een nieuwe lente en een nieuw geluid' maar naar één gedicht kan verwijzen (H. Gorter).
Bekende incipits van gedichten zijn: 'Denkend aan Holland zie ik brede rivieren' (H. Marsman); 'Ik ging naar Bommel om de brug te zien' (M. Nijhoff); 'Ik heb de witte waterlelie lief' (F. van Eeden) en 'Alleen in mijn gedichten kan ik wonen' (J. Slauerhoff).

### Volksliedjes
Volksliedjes zijn liedjes die mondeling zijn overgeleverd en dus in beginsel geen titel hebben. Als ze in liedboeken worden opgenomen, voegt de samensteller van de bundel soms wel een titel toe, maar deze hoort dus niet oorspronkelijk bij de tekst en kan ook per liedbundel zeer verschillen. Volksliedjes en ook traditionele kinderliedjes worden daarom altijd aangeduid hun incipit.
Net als bij gedichten zijn titels van liedjes vaak weinig onderscheidend: er zijn vele liedjes met titels als 'Lentelied', 'Meiliedje', 'Een nieuw Sint-Nicolaaslied', 'Herdersklacht' enzovoort. Daarbij identificeert een incipit het lied met inbegrip van de melodie (iemand die het lied kent, 'hoort' bij de beginregel meteen de melodie), en het roept zo dus meteen het lied zelf (zowel inhoud als melodie) in zijn geheel op. Dat doet een titel, die buiten het eigenlijke gezongen lied staat, niet.
In het bijzonder bij liederen bestaat de gewoonte om het lied met de eerste twee regels aan te geven. Ten eerste zijn er liedjes waarbij de eerste regel gewoonweg te weinig onderscheidend is (bijvoorbeeld: 'Wil nu horen naar mijn lied'). Maar ook zijn er, met name in de zestiende en zeventiende eeuw, veel contrafacten geschreven (een nieuwe tekst op een bestaande melodie). Hierbij werd geregeld de aanhef van de oorspronkelijke tekst overgenomen (initiële ontlening). Een kort incipit kan hierdoor dus naar twee of meer verschillende liederen verwijzen. Door twee regels te nemen ter identificatie, worden deze problemen voorkomen.
Voorbeelden van incipits van volksliedjes: 'In Den Haag daar woont een graaf' (kinderlied); 'In naam van Oranje, doe open de poort' (A. Schooleman); 'Zie, de maan schijnt door de boomen' (sinterklaaslied, J.P. Heije); en 'De herdertjes lagen bij nachte' (kerstlied).

## Voorbeelden
Meer voorbeelden van incipits:
- Bijbel: 'In den beginne' (Genesis); 'De Heere is mijn Herder' (Psalm 23)
- Gebed: Onze Vader, Wees gegroet Maria
- Hymne: Magnificat, Stabat mater, Tantum ergo
- Aria: Nessun dorma (Puccini), Erbarme dich, mein Gott (Bach)